# سالول الرياض
سالول الرياض هي خنفساء من الفصيلة السالولية. يميزها الصليب الأسود على الغمد والتلوين الملون على القصبة والجانب السفلي من الجسم يجعل الخنفساء لا لبس فيها داخل جنسها. تطول الخنفساء من عشرة إلى أربعة عشر ملم.